# Oskar Munzel

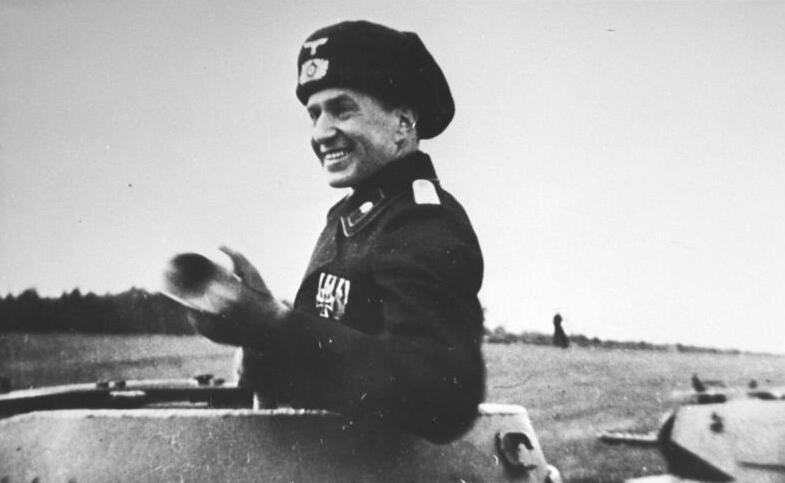
Oskar Munzel (1943)

Oskar Munzel (* 13. März 1899 in Grimmen; † 1. Januar 1992 in Bad Godesberg) war ein deutscher Offizier, Generalmajor der Wehrmacht im Zweiten Weltkrieg und zuletzt Generalmajor der Bundeswehr.

## Leben
Munzel begann seine militärische Laufbahn am 3. Juli 1917 als Fahnenjunker im Ulanen-Regiment 8. Bei diesem wurde er am 5. November 1918 zum Leutnant befördert. Er nahm am Ersten Weltkrieg teil. Nach Kriegsende wurde er in die Reichswehr übernommen. Ab 1938 war er im Oberkommando des Heeres eingesetzt.
Am 1. Oktober 1940 wurde er zum Oberstleutnant befördert. Ab dem 1. Juni 1941 war er Abteilungskommandeur im Panzer-Regiment 6. Im Dezember 1941 bekam er das Kommando über das Panzer-Regiment 6. Die Beförderung zum Oberst erfolgte am 30. Januar 1942, wobei sein Patent auf den 1. Juni 1941 vordatiert wurde. Im Februar 1943 wurde er Leiter über die taktischen Lehrgänge der Panzertruppenschule II. Am 26. September 1943 übernahm er das Kommando über die Panzertruppenschule I. Vom 15. September 1944 bis zum 25. November 1944 war er Kommandeur der 14. Panzer-Division. Am 1. Dezember 1944 wurde er zum Generalmajor befördert. Vom 15. Januar 1945 bis zum 15. März 1945 hatte Munzel das Kommando über eine nach ihm benannte Korpsgruppe der 1. Panzerarmee. Am 20. März 1945 wurde er Kommandeur der 2. Panzer-Division und, nach 2 Verwundungen, dann zuletzt ab dem 6. April 1945 Höherer Panzeroffizier beim OB West. Mit dem Kriegsende geriet Munzel in alliierte Gefangenschaft, die ihn bis 1947 in verschiedene Gefangenenlager führten. Nach der zweijährigen Kriegsgefangenschaft war er ab 1951 für vier Jahre Militärberater in Ägypten.
1956 war Munzel als Brigadegeneral Kommandeur der Panzertruppenschule der Bundeswehr in Munster. Später war er Inspekteur der Panzertruppe. 1962 verließ er die Bundeswehr. Er war dann in Taiwan Leiter der Ming-teh-Gruppe (German Military Advisory Group).

## Auszeichnungen
- Eisernes Kreuz (1914) II. Klasse
- Spange zum Eisernen Kreuz II. Klasse
- Eisernes Kreuz (1939) I. Klasse
- Deutsches Kreuz in Gold am 14. Februar 1943
- Ritterkreuz des Eisernen Kreuzes am 16. Oktober 1944[4][5]
- Großes Bundesverdienstkreuz

## Werke
- Panzer-Taktik, 1959.
- Die deutschen gepanzerten Truppen bis 1945, 1965.
- Gekämpft, gesiegt, verloren, 1980.